# 尼萨热·萨热
讓·尼古拉·尼薩熱·薩熱（法語：Jean Nicolas Nissage Saget，法語發音：[ʒɑ̃ nikɔla nisaʒ saʒɛ]；1810年9月20日—1880年4月7日），海地政治家，他是第一位完成整個任期（1869–1874）和自願退休的海地總統。
年少时曾经当过裁缝，后来参军，在福斯坦·苏鲁克统治时期因反对其独裁统治而被判刑，法布尔·热弗拉尔推翻苏鲁克之后，他才获得释放。
热弗拉尔被推翻后，他成为临时的国家元首，之后被西尔维昂·萨尔纳夫所推翻，1868年国内出现了叛乱，萨热经过两年战斗终于将前者的叛乱平定。

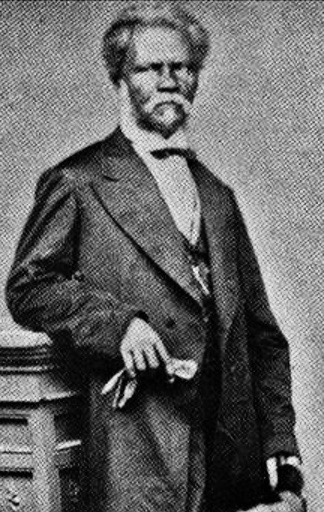
尼薩熱

1871年，普法战争结束，由于海地在普法战争中支持法国。导致了德国的不满，于是德国要求获得3000英镑的赔款，并派出了两艘军舰前往太子港示威，海地被迫给予德国赔偿，此事引起了全国性的愤怒，百姓们纷纷指责他的政府无能。
海地在他执政期间与西班牙冲突不断，海地在古巴独立战争期间支持古巴并为古巴难民提供庇护。引发西班牙的不满。
1871年1月，一艘悬挂美国国旗的船和两艘西班牙的船抵达了太子港，西班牙政府得知此事后，称这三艘船上有古巴叛乱分子，要求海地政府移交给西班牙方面进行处置，因为有船悬挂美国国旗，1871年10月，海地政府接到最后通牒，要求船必须在24小时内离开太子港。最后，悬挂美国国旗的船返回美国，两艘西班牙的船交还给西班牙政府，此事得以解决。
1874年，辞职。
1880年，萨热在圣马克去世。